# Estádio Olímpico Horácio Domingos de Sousa
O Estádio Municipal Olímpico Horácio Domingos de Sousa, ou Estádio Domingão, localiza-se na cidade de Horizonte, no interior do estado brasileiro do Ceará.
O nome do estádio é em homenagem ao agricultor e pecuarista Horácio Domingo de Sousa, líder político que lutou pela emancipação do município e foi um dos fundadores do Horizonte Futebol Clube. O estádio conta com ótimas instalações como arquibancadas, cabine de imprensa, pista de atletismo, vestiários, banheiros, estacionamento, lanchonetes e muito mais. O estádio tem capacidade para 10.500 torcedores.
Na partida inauguração, o Horizonte Futebol Clube, equipe da casa, contou com o reforço de Ronaldo Angelim, atleta convidado para a inauguração do estádio, a equipe da casa derrotou o time Sub-18 do Ceará S.C por 3 a 0. 
Em 11 de Janeiro de 2009, foi realizada a primeira partida oficial entre Ceará S.C e Quixadá Futebol Clube, vitória do Ceará S.C por 2 a 1.